# Oliy Majlis
O Oliy Majlis (em português:  Assembleia Suprema) é o parlamento do Uzbequistão. Sucedeu o Conselho Supremo em 1995 e era unicameral até uma reforma implementada em janeiro de 2005 que criou uma segunda câmara tornando-a bicameral.
A Câmara Legislativa é constituído deputados eleitos por circunscrições eleitorais. O senado, é a câmara de representação territorial, tem cem membros, oitenta e quatro eleitos pelas regiões, do Caracalpaquistão e da capital, Tasquente, e dezesseis adicionais nomeados pelo Presidente do Uzbequistão.